# Єврейське агентство
Єврейське агентство для Ізраїлю (JAFI) (івр. הַסּוֹכְנוּת הַיְּהוּדִית לְאֶרֶץ יִשׂרָאֵל, Га-Сохну́т га-йегуди́т ле-Е́рец-Ісрае́ль), відоме також як Сохну́т або Єврейське агентство — міжнародна сіоністська організація із одним із головних центрів у державі Ізраїль, що здійснює зв'язок між євреями Землі Ізраїльської і країн розселення, займається репатріацією в Ізраїль (алія) та допомогою репатріантам, а також розвитком єврейсько-сіоністського виховання та глобальною єврейською спільнотою. Є найбільшою єврейською неприбутковою організацією у світі. Організація заснована у 1929 році, як виконавча гілка Всесвітньої сіоністської організації.

## Історія

### 1908-1928 рр - Створення Палестинського єврейського бюро в рамках Всесвітньої сіоністської організації
Основна стаття: Палестинське єврейське бюро
Єврейське агентство або Палестинське єврейське бюро (івр. המשרד הארץ-ישראלי‎, Ha-Misrad ha-Erets-Yisraeli) створено в Яффі в 1908 году Всесвітньою сіоністською організацією (Оперативним відділом сіоністської організації — ZO) на території Палестини, що належала тоді Османській імперії. Керував Палестинським єврейським бюро Артур Руппін . Палестинське бюро займалося відносинами між євреями Палестини і турецьким султаном, а також іншими іноземними чиновниками. Бюро сприяло імміграції єврейського населення та допомагало купувати їм землю в Палестині.
Засновників Палестинського бюро надихали ідеї Теодора Герцля, який закликав до боротьби з антисемітизмом із ідеєю змінити ставлення до євреїв у світі шляхом утворення власної держави. Герцль наголошував щодо необхідності для незалежної єврейської держави отримати власну землю. Палестинське бюро, яке згодом стало Єврейським агентством, було основою для втілення ідей Герцля в життя .
Приплив євреїв до Палестини на початку ХХ століття сприяв збільшенню кількості угод щодо купівлі земель. За допомогою Єврейського національного фонду (ЄНФ) Палестинське бюро почало купувати землю у двох районах: на березі озера Кінерет та в Рухамі (поряд зі Сдеротом). Згодом Палестинське бюро спільно з Єврейським національним фондом повсюдно створювало мошави та кібуци .
Під час Першої світової війни єврейська імміграція збільшується, Османська імперія розпадається, сіоністська мрія про суверенітет власної держави у Палестині стає більш реальною.
У 1917 року було оприлюднено декларацію Бальфура  Під керівництвом президента Британської сіоністської федерації доктора Хаїма Вейцмана  було сформовано комісію, яка представила доповідь британському уряду. Вейцман відіграв важливу роль у визначенні різних напрямів діяльності Палестинського офісу. Палестинське бюро займалося імміграцією, землею, сільським господарством, фінансами, освітою, статистикою.
25 квітня 1920 року країни-переможниці Першої Світової Війни на конференції в Сан-Ремо домовилися про мандати на Палестину, Трансйорданію, Ірак. Ці мандати Ліга Націй офіційно затвердила в 1922 . Мандат управління Палестиною був виданий Великобританії. Четверта стаття мандату передбачала «визнання Єврейського агентства як громадського органу з метою консультування та співпраці з адміністрацією Палестини в економічних, соціальних та інших питаннях, які можуть вплинути на створення єврейського національного вогнища та служити інтересам єврейського населення Палестини» . Керівники ZO зробили свій внесок у розробку мандату .
Робота Єврейського агентства в 20-ті роки була ускладнена внутрішньополітичною боротьбою, що розгорілася між ревізіоністською партією, очолюваною Зеєвом Жаботинським, що вимагав негайного проголошення єврейської держави, і Хаїмом Вейцманом, який виступав за розширення Єврейського агентства, створення єврейських поселень та поступове заселення земель. Повний розрив ревізіоністів із Єврейським агентством стався у 1935 році, але у 1947 році відносини між цими течіями було відновлено .

### 1929-1947 рр - Палестинська єврейська агенція
Назва «Єврейське агентство для Палестини» бюро отримало 11 серпня 1929 на 16 Конгресі сіоністів, що відбувся в Цюріху (Швейцарія). Центральний офіс агенції розташовувався у Лондоні. Хаїм Вейцман одночасно виконував обов'язки Президента Всесвітньої сіоністської організації (1921—1931 рр., 1935—1946 рр.) та Голови Єврейського агентства. 1930 року вийшла «Біла книга Пассфілда», у якій, зокрема, рекомендувалося обмеження єврейської імміграції.  Хаїм Вейцман, обурений відмовою від зобов'язань англійців, що були погоджені у Декларації Бальфура, відмовився співпрацювати з ними . У 1931 році Прем'єр-міністр Великобританії скасував деякі з антисіоністських положень «Білої книги». Для британської влади Палестини Єврейське агентство було офіційним представником євреїв, яке також відповідало за внутрішні справи єврейського населення Палестини. Протягом 1934-1948 років Єврейське агентство постійно сприяло збільшенню британських квот імміграції євреїв, у ці роки агентство спільно з іншими організаціями допомогло більш ніж 150 000 людей потрапити до Палестини . Це були євреї, які рятувалися від злочинів нацистів у Європі. Більшість кораблів (рух Хаапала) були перехоплені англійцями, але кілька тисяч євреїв зуміли прослизнути повз. Робота Єврейського агентства об'єднала єврейську громаду в Палестині та новачків із числа європейських єврейських біженців . Агентство користувалося законом часів Османської імперії про те, що жодна будівля, яка має дах, не може бути знесена . Десятки нових єврейських поселень будувалися буквально за одну ніч на землі, купленій за кошти Єврейського національного фонду (ЄНФ), без отримання мандату від влади. У 1933 році Єврейське агентство уклало угоду Хаавара з нацистською Німеччиною, згідно з якою 50,000 німецьких євреїв за допомогою Англо-Палестинського банку (АРС, в даний час «Банк Леумі» — дослівно «Національний банк») отримали дозвіл емігрувати до Палестини, зберігши активи (кошти, боргові вимоги до різних організацій) .
У 1943 році було розроблено спеціальну молодіжну програму алії. У 1933—1948 роках понад 5 000 молодих євреїв з Європи було врятовано, у Палестині вони здобували освіту у спеціальних школах-інтернатах  . А за період 1933—2011 років, на думку професора Двори Хакоен, молодіжний рух «алія» допоміг більш ніж 300 000 молодих людей переїхати та абсорбуватися в країні. Під час Другої світової війни Єврейська агенція створила Комітет з надання допомоги європейському єврейству, займалася дозволами на в'їзд до Палестини, відправляла їжу, підтримувала контакти. Агентство також допомогло 40 000 членам палестинської єврейської громади (8 відсотків єврейського населення Палестини) пройти навчання в британських збройних силах, щоб спільно боротися проти нацистів .
Після закінчення Другої світової війни агентство продовжило сприяти нелегальній імміграції до Палестини. У 1945—1948 роках Єврейське агентство відправило 66 кораблів із біженцями до Палестини . Більшість з кораблів були перехоплені британською владою, а емігрантів, які щойно пережили Голокост, відправляли до таборів біженців в Палестині та на Кіпр. Тільки створення держави Ізраїль змінило стан справ і затримані змогли в'їхати в країну . Переконавшись в антисіоністській позиції Великобританії, організації Гаґана, Ірґун та Лехі підписали договір щодо співпраці, а Єврейська агенція допомогла об'єднатися різним силам опору англійцям . У 1946 році британська влада розгромила штаб Єврейського агентства та спробувала зламати єврейський рух у Палестині. Голову політичного відділу агентства Моше Шарет і члена Виконавчого комітету агентства Дов Йосефа заарештували і ув'язнили в Латруні (див. Операція «Агата»). 

### 1947-1967 рр - Єврейське агентство у роки утворення держави
29 листопада 1947 року Організація Об'єднаних Націй ухвалила розділити Палестину, і 14 травня 1948 року було проголошено незалежність держави Ізраїль. Єврейське агентство з першого дня існування країни перестало взаємодіяти з силовими відомствами та зосередило всю увагу на прийомі та облаштуванні іммігрантів, а також на налагодженні єврейської та сіоністської освіти у діаспорі. У 1949 році Єврейське агентство перевезло до Ізраїлю з таборів Європи та Кіпру 239 000 людей, які пережили Голокост. А також надавало допомогу євреям, які страждади від переслідувань в арабських країнах, залишали своє майно, будинки та переїжджали у новостворену державу. Агентство допомогло 49 000 єменських євреїв репатріюватися в Ізраїль. Протягом кількох років сотні тисяч єврейських біженців із Північної Африки, Туреччини, Іраку, Ірану за допомогою Єврейської агенції стали мешканцями Ізраїлю. Лише за 1948-1952 роки Ізраїль прийняв близько 700 000 іммігрантів. Єврейське агентство відкривало школи вивчення івриту ,  надавало їжу, житло, допомагало освоювати необхідні державі професії. Оскільки житла не вистачало, багато хто з прибулих був розміщений у тимчасових будівлях або транзитних таборах. У перші роки існування держави Єврейське агентство допомагало відкривати установи, пов'язані з культурою та економікою: національний театр та культурний центр, музеї, організації, що займаються сільським господарством. Було розпочато будівництво 480 нових міст та поселень по всьому Ізраїлю. Агентство взяло активну участь у створенні національної авіакомпанії. У 1952 року Кнесет визначив правовий статус Єврейського агентства в Ізраїлі; було вирішено, що Всесвітня єврейська організація та Єврейське агентство продовжуватимуть контролювати завдання, пов'язані з алією та абсорбцією, а держава візьме під контроль усі інші питання: безпека, освіта, зайнятість . Єврейське агентство також відповідало за просвітництво євреїв за межами Ізраїлю, зокрема ізраїльтян відправляли за кордон для створення шкіл діаспори, таборів та молодіжних організацій .

### 1967-1990 рр -  Імміграція та абсорбція
Перемога Ізраїлю у Шестиденній війні у 1967 збільшила кількість іммігрантів. У червні 1968 року було створено Міністерство абсорбції, яке перейняло деякі функції Єврейського агентства.
У 1980 року понад 8 000 іммігрантів було доправлено з Ефіопії (Операція «Мойсей»). А у 1991 році 14 400 ефіопських євреїв за 36 годин привезли до Ізраїлю (Операція «Соломон») . Агентство взяло на себе відповідальність за їх проживання у центрах абсорбції, навчало їх івриту, допомагало знайти роботу, полегшувало їх інтеграцію в ізраїльське суспільство .
Під час розпаду Радянського Союзу наприкінці 80-х років десятки тисяч євреїв із Росії, України, Білорусі та інших країн Східної Європи та Середньої Азії емігрували до Ізраїлю. 1990 року з СРСР прибули близько 185 000 емігрантів, 1991 року — майже 150 000; протягом десяти років щорічно Ізраїль приймав у середньому по 60 000 осіб. Загалом після падіння Берлінського муру в 1989 році близько мільйона євреїв та членів їхніх сімей з колишнього СРСР здійснили алію . За допомогою різних програм Єврейська агенція допомагала їм інтегруватися у суспільство. 

### 1990-2009 рр. Нові програми
У 1994 році Єврейське агентство, Організація об'єднаних єврейських громад, а також об'єднана ізраїльська організація Керен Ха-Йесод - Юнайтед Ісраель Аппіл спільно встановили ділові партнерські зв'язки. Програма поєднала 45 ізраїльських громад та 500 єврейських громад у всьому світі в єдину мережу міст-побратимів. 
Усі наступні роки партнери з міст діаспори та Ізраїлю обмінюються поїздками; у містах-побратимах працюють школи; великі єврейські громади виділяють кредитні кошти, які допомагають підприємцям та власникам малого бізнесу; здійснюються довгострокові програми, за якими єврейська молодь із різних країн зустрічається в Ізраїлі з ізраїльськими колегами .
Єврейське агентство стежить за діяльністю єврейських громад за межами Ізраїлю та надає можливість єврейським громадам різних країн відчувати свою близькість із єврейською державою. Цьому сприяють ізраїльські педагоги та культурні посли, які перебувають тривалий час (від 2 місяців до 5 років) за кордоном та «наближають» Ізраїль до спільнот. Представники Єврейського агентства перебувають у студентських містечках, у таких організаціях, як Гілель, беруть активну участь у молодіжних заходах . Єврейське агентство спонсорує цілу низку програм, особливу увагу приділяючи молоді. Програма Тагліт пропонує безкоштовні освітні поїздки до Ізраїлю, десятиденний візит до країни, розрахований на єврейських молодих хлопців .
У 2004 році Єврейське агентство спільно з урядом Ізраїлю створили (і продовжують спонсорувати) Маса Ісраель Джорні, організацію, що надає стипендію молодим людям єврейської національності від 18 до 30 років, охочим навчатися, стажуватися або працювати волонтером в Ізраїлі терміном від 5 до 12  місяців . 
У цей період Єврейська агенція прагне зробити все для вирівнювання культурної та економічної різниці між центром і периферією Ізраїлю. Особливо відстають регіон Галилеї на Півночі та Негєв на півдні. Поява високотехнологічної промисловості в Ізраїлі сприяла посиленню соціально-економічної нерівності між центральною частиною країни і зовнішніми областями. Наприклад, Молодіжна програма ф'ючерсів, заснована у 2006 році передбачає комплексний підхід до кожної дитини, яка перебуває у соціально небезпечному середовищі. Згідно з програмою, у всіх дітей є «наставники» — вчителі або соціальні працівники, які несуть відповідальність за адаптацію дитини та її соціальне забезпечення . Єврейське агентство також взяло участь у програмі, яку пропонує система Cisco. Учасники програми — ізраїльські учні середніх шкіл, які перебувають у невигідних економічних сферах, вивчають комп'ютерний навчальний план Cisco, працюють ІТ-фахівцями; беруть участь у волонтерській діяльності та вивчають демократичні цінності .

## Фінансування та бюджет
Єврейське агентство фінансується єврейськими федераціями Північної Америки, Керен Ха-Йесод, великими єврейськими громадами та федераціями, Міжнародним товариством християн та євреїв, фондами та дарувальниками з Ізраїлю та з усіх кінців земної кулі .
Через нестабільність курсу валют, світової економічної кризи та скандалу Мейдоффа Єврейське агентство Ізраїлю було змушене зробити значні скорочення у бюджеті. Рада керуючих проголосувала у листопаді 2008 року за скорочення на $45 млн і на нараді у лютому 2009 року ще на $26 млн .

## Алія
Єврейська агенція сприяє щорічній репатріації в Ізраїль тисячів євреїв. У 2012 році Агентство допомогло 16 557 олім (репатріантів) здійснити репатріацію, з яких 7 234 особи приїхали з колишнього СРСР та 2 432 — з Ефіопії. Агентство продовжує підтримувати цих олім, стежити за тим, як вони інтегруються в ізраїльське суспільство.
У 2015 році за статистикою Міністерства абсорбції єврейської держави 8 000 французьких євреїв здійснили репатріацію до Ізраїлю, і це рекордний показник; на другому місці – репатріанти з України. У 2015 році 7 000 українських євреїв репатріювалися до Ізраїлю; це на тисячу більше, ніж у 2014-му році. Міністр абсорбції Зеев Елькін зазначив, що загалом алія 2015 року становила 30 тисяч осіб. Це рекордно найвищий показник за останнє десятиліття. "Це вікно можливостей, яке не має закриватися", - зазначив Елькін.
Послуги Єврейського агентства потенційним іммігрантам пропонуються у різних країнах світу. Агентство «Шлішим» або його представники дають рекомендації з питань, пов'язаних із освітою, житлом, охороною здоров'я та працевлаштуванням в Ізраїлі. Крім того, Агентство несе відповідальність за підтвердження, що потенційний іммігрант має право на алію відповідно до Закону Ізраїлю про повернення; полегшує отримання візи для здійснення алії за допомогою місцевого ізраїльського посольства чи консульства .
Центри, що діють на території всієї країни, пропонують тимчасове житло для нових іммігрантів та забезпечують можливість вивчення івриту, готують до життя та роботи в Ізраїлі, запрошують на заходи та культурні презентації. 17 з 23 центрів Агентства обслуговують репатріантів з Ефіопії та надають послуги, адаптовані до потреб ефіопської громади. Інші центри займаються прийомом іммігрантів з усього світу, насамперед із колишнього СРСР, Південної Америки та Близького Сходу.
Центри для повнолітньої молоді забезпечують приміщеннями (ульпани) та надають широкий спектр послуг, спрямований на полегшення абсорбції репатріантів віком 18-35 років. Це центри Бейт-Бродезки в Тель-Авіві, ульпан «Кінерет» у Тиверіаді, розраховані на випускників середньої школи, які шукають роботу або готуються до служби в армії; кібуц «Алпен», що об'єднує волонтерську роботу в десяти різних кібуцах; мережа ульпанів «Еціон» для випускників коледжів та молодих спеціалістів .

## Ульпани
Програма для нових іммігрантів в Ізраїль охоплює навчання п'ять разів на тиждень по п'ять годин протягом п'яти місяців, інтенсивне вивчення івриту у школах — ульпанах. Програми пропонуються безкоштовно всім новим іммігрантам .
«ТАКА» об'єднує ульпани з підготовчими курсами для іммігрантів, спрямовуючи в ізраїльські коледжі для можливості використовувати свої професійні знания   
«Крила» охоплюють широкий спектр послуг, зокрема практичне керівництво та персональне наставництво над молодими іммігрантами, що перебувають далеко від своїх сімей (солдати-одинаки) .

## Сучасність
З моменту заснування держави Ізраїль агентство насамперед опікується питаннями репатріації та допомоги репатріантам. Саме агентство описує свої завдання так:
- порятунок євреїв з тих країн, де вони зазнають переслідувань і їхнє життя перебуває в небезпеці,
- репатріація та абсорбція до єврейської спільноти Ізраїлю,
- єврейсько-сіоністське виховання,
- створення глобальної єврейської спільноти.

З 1989 року представництва Сохнут почали діяти у СРСР та усіх пост-радянських країнах. Сохнут організував мережу молодіжних клубів та викладання івриту в усьому світі. Голова з 1 серпня 2018 року - Іцхак Герцоґ.

## Список Керівників
- 1933-1935 Артур Руппін
- 1935-1948 Давид Бен-Гуріон
- 1948-1956 Берл Локер
- 1956-1961 Залман Шазар
- 1961-1965 Моше Шарет
- 1965-1973 Ар'є Пінкус
- 1974-1975 Пінхас Сапір
- 1976-1978 Йосеф Альмогі
- 1978-1987 Ар'є Дольчин
- 1987-1994 Сімха Дініц
- 1995-1999 Авраам Бург
- 1999-2005 Салай Мерідор
- 2005-2009 Зєєв Бєльський
- 2009-2018 Натан Щаранський
- 2018-2021 Іцхак Герцоґ
- 2021 Яаков Хагоель

## Міжнародне єврейське агентство (Jewish Agency International)
Окрім програм, якими агенція займається в Ізраїлі, вона представлена у більш ніж 80 країнах світу; понад 450 співробітників утворюють всесвітню мережу із штаб-квартирою агентства у Єрусалимі. Для реалізації своїх проектів воно збирає гроші від спонсорів. В Ізраїлі існує кілька пунктів прийому, в яких репатріантам тимчасово надається житло. У 1993 році було розпочато проект під назвою «Алія 2000». Завдання проекту — перед приїздом репатріантів знайти для них житло та робоче місце.

## Представництво в Україні
В Україні «Єврейське Агентство для Ізраїлю» представлено автономною некомерційною організацією «Сохнут-Україна» . Ця організація є засновником фонду «Мідраша Ціоніт», освітнього центру на пост-радянській території. Цілями та завданнями фонду є розвиток проекту «єврейська самосвідомість» та єврейська освіта «для дорослих». В освітньому центрі діють денний та вечірній навчальний курс, які висвітлюють найважливіші теми у спектрі єврейської історії, традиції, світогляду, культури та літератури, актуальних проблем та вічних цінностей. Особливу увагу присвячено вивченню івриту, священної мови Тори та розмовної мови сучасності. У центрі «Мідраша Ціоніт» викладають чільні лектори з Ізраїлю та пост-радянських країн. Це є також місцем проведення виставок єврейського мистецтва: живопису, графіки, фотографії; тут організовують літературні вечори та лекції з давньої та сучасної літератури Ізраїлю. Постійно діє унікальна комп'ютерна експозиція, підготовлена Інститутом Юдаїки у Києві, яка присвячена єврейській культурній спадщині; працює видавничий центр. Функціонує відреставрована Галицька синагога «Бейт-Яків», яка з 2004 року служить штаб-квартирою для освітнього центру та містить унікальну єврейську бібліотеку.